# The Quarter
The Quarter – miejscowość i dystrykt na Anguilli. W 2001 liczyła około 978 mieszkańców.